# آب‌انبار اردشیر
آب‌انبار اردشیر مربوط به دورهٔ قاجاریه است، و در کیلومتر ۸ جادهٔ میبد به یزد، ۵۰۰ متری مزرعه کلانتر واقع شده، و این اثر در تاریخ ۲۴ اسفند ۱۳۸۴ با شمارهٔ ثبت ۱۵۱۲۸ به‌عنوان یکی از آثار ملی ایران به ثبت رسیده‌است.